# Охонский, Александр Иванович
Александр Иванович Охонский (1922—1997) — советский лётчик гражданской авиации. Начальник Ульяновской школы высшей лётной подготовки гражданской авиации (1965—1974). Заслуженный пилот СССР. Герой Социалистического Труда (1973).

## Биография
Родился 16 июня 1922 года в Вологодской губернии в рабочей семье, позже его семья вместе с ним переехала в город Иркутск.
С 1941 года после окончания Иркутской школы авиационных механиков, в период Великой Отечественной войны начал свою трудовую деятельность в должности  авиационного механика на Иркутском авиационном заводе №39 Наркомата авиационной промышленности СССР, был одним из участников  сборки пикирующего бомбардировщика Пе-2 для нужд фронтовой авиации. С 1943 года был призван в ряды Рабоче-Крестьянской Красной армии. С 1943 по 1947 годы проходил обучение в Бугурусланской школе высшей лётной подготовки, летал на транспортном самолёте Ил-12 и военно-транспортном самолёте Ли-2. С 1947 по 1950 годы — пилот-инструктор Бугурусланской школы высшей лётной подготовки. 
С 1950 по 1965 годы году работал в Ульяновской школе высшей лётной подготовки гражданской авиации последовательно занимая должности: пилот-инструктор, старший пилот-инструктор и  заместитель начальника по лётной подготовке Ульяновской школе высшей лётной подготовки гражданской авиации, летал на ближнемагистральном самолёте Ил-14, среднемагистральном пассажирском самолёте Ан-10 и пассажирском самолёте дальней протяжённости Ил-18.
С 1955 по 1960 годы проходил обучение на заочном отделении Ленинградского высшего авиационного училища ГВФ. C 1965 по 1974 годы, в течение девяти лет, А. И. Охонский являлся — начальником Ульяновской школы высшей лётной подготовки гражданской авиации. Под руководством и при непосредственном участии А. И. Охонского слушателями училища были освоены такие самолёты ГВФ как: Ту-104, Ту-124, Ту-134, Ту-154 и Ан-24. В 1966 году «за заслуги в обучении кадров и в освоении новой техники» А. И. Охонский был награждён орденом Трудового Красного Знамени. В 1973 году Указом Президиума Верховного Совета РСФСР «за большие успехи в развитии воздушного транспорта, значительный вклад в выполнение планов по подготовке высококвалифицированных лётных кадров и освоение новой техники» Ульяновская школа высшей лётной подготовки под руководством А. И. Охонского была награждена Орденом Ленина.
9 февраля 1973 года Указом Президиума Верховного Совета СССР «за выдающиеся достижения в выполнении плановых заданий по авиаперевозкам, применению авиации в народном хозяйстве страны и освоению новой авиационной техники» Александр Иванович Охонский был удостоен звания Героя Социалистического Труда с вручением Ордена Ленина и золотой медали «Серп и Молот».
С 1976 по 1986 годы — заместитель председателя Госавианадзора СССР. Помимо основной деятельности занимался и общественно-политической работой: многие годы являлся членом бюро Ульяновского областного комитета КПСС.
С 1986 года – на пенсии. Жил в Москве. Умер 10 февраля 1997 года. Похоронен в Москве на Химкинском кладбище.

## Награды и звания
- Медаль «Серп и Молот» (09.02.1973)
- Орден Ленина (09.02.1973)
- Орден Трудового Красного Знамени (15.08.1966)
- Орден «Знак Почёта» (07.01.1953)
- Заслуженный пилот СССР